# Cavernago
Cavernago – miejscowość i gmina we Włoszech, w regionie Lombardia, w prowincji Bergamo.
Według danych na styczeń 2009 gminę zamieszkiwało 2340 osób przy gęstości zaludnienia 316,2 os./1 km².